# Groby
Koordinaten: 52° 39′ N, 1° 14′ W

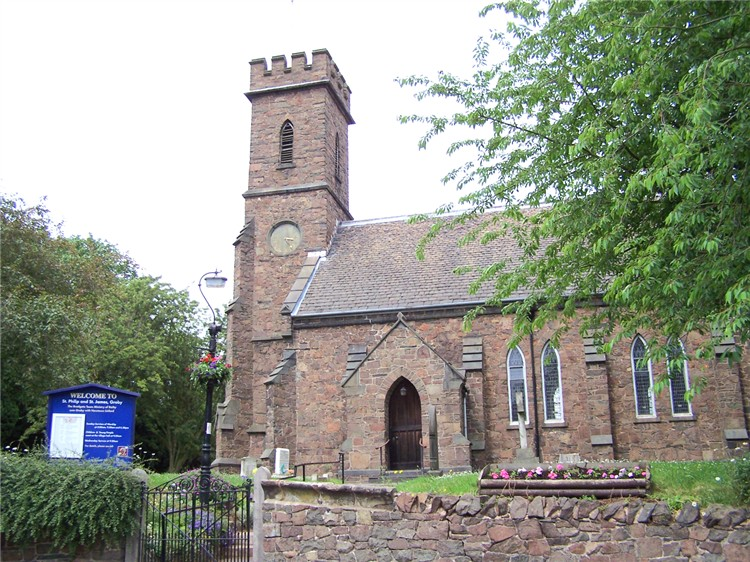
Groby, Pfarrkirche

Groby ist ein Dorf im Borough Hinckley and Bosworth in der Grafschaft Leicestershire im Vereinigten Königreich mit etwa 7300 Einwohnern. Das Dorf grenzt nordwestlich an die Stadt Leicester an.

## Geographie
Groby ist reich an Granitreserven. Außerhalb des Siedlungsgebiets liegt das Groby Pool, ein im frühen Mittelalter angelegter alkalischer See.

## Geschichte
Der Earl of Leicester unterhielt ein Schloss in Groby, dieses wurde jedoch auf Anordnung Heinrich II. 1172 zerstört.

## Bildung
- Groby College

## Persönlichkeiten
- Thomas Grey, 1. Marquess of Dorset (um 1455–1501), Adliger und Höfling

## Belege
1. ↑  C. Sayer, N. Roberts, J. Sadler, C. David, P. M. Wade: Biodiversity Changes in a Shallow Lake Ecosystem: A Multi-Proxy Palaeolimnological Analysis. In: Journal of Biogeography. 26. Jahrgang, Nr. 1, Januar 1999, ISSN 0305-0270, S. 97–114, S. 98.
2. ↑  Edmund King: Mountsorrel and Its Region in King Stephen's Reign. In: The Huntington Library Quarterly. 44. Jahrgang, Nr. 1, 1980, ISSN 0018-7895, S. 1–10, S. 9.